# Gregory Benford
Gregory Benford, född 30 januari 1941, är en amerikansk professor i astro- och plasmafysik vid University of California i Irvine i USA, samt science fiction-författare.
Gregory Benford skriver främst hård science fiction. Han är anhängare av kryonik, det vill säga försök att ge människan evigt liv genom att frysa ner personer efter att de dött. Meningen är sen att de nedfrusna liken, i en framtid då vetenskapen klarar det, skall tinas upp och väckas till liv igen fullt friska (och unga).
Tillsammans med Gordon Eklund belönades han 1974 med Nebulapriset för långnovellen If the Stars Are Gods och 1980 för den egna romanen Timescape.